# 笹川貴生
笹川 貴生（ささかわ たかお、1972年〈昭和47年〉11月23日 - ）は、日本の実業家。岩井コスモホールディングスの代表取締役社長COO。

## 概要
東京都に生まれる。父は日本財団名誉会長の笹川陽平。
1995年慶應義塾大学法学部を卒業し、新卒でNTTに入社。iモードの立ち上げなどに貢献した。2004年、笹川家と関係の深い岩井証券に入社。2006年、同社取締役、2013年専務、2014年常務、2015年専務。コスモ証券でも取締役に就任し、合併後の2016年に岩井コスモ証券の社長に就任した。2016年、同社取締役。
2023年3月時点で、岩井コスモホールディングスの発行済み株式総数の1.13%にあたる26.6万株を保有している。

## 家族・親戚
- 祖父：笹川良一 - 日本船舶振興会（現、日本財団）創設者
- 父：笹川陽平 - 日本財団名誉会長
  - 次弟：笹川順平 - ナスタ代表取締役、日本財団常務理事
  - 三弟：笹川光平 - debual代表役員
  - 末弟：笹川正平 - SASAKAWA WHISKY代表取締役
  - 伯父：笹川勝正 - 群馬県モーターボート競走会名誉会長
  - 伯父：笹川堯 - 衆議院議員、科学技術政策担当大臣
    - 従兄：笹川泰弘 - 日本トーター代表取締役
    - 従兄：笹川和弘 - 関東開発代表取締役
    - 従兄：笹川博義 - 衆議院議員
    - 従兄 -：笹川隆弘 - タンデム代表取締役
    - 従兄 -：笹川明弘 - オペレーションサービス代表取締役
- 大叔父：笹川了平 - 大阪日日新聞社長